# Frisnyák Zsuzsa
Frisnyák Zsuzsa (Miskolc, 1960. március 21. – ?, 2021. június 21.) magyar muzeológus, történész, közlekedéstörténész.

## Életpályája
Édesapja Frisnyák Sándor geográfus, egyetemi tanár. Az Eötvös Loránd Tudományegyetem történelem–új- és legújabb kori muzeológia szakát végezte el 1983-ban. Egyetemi doktori címet 1985-ben kapott Az Erdély-üzlet működése Magyarországon című témájával. 2007-ben PhD-zett Áruforgalom, áruszállítás és a magyarországi vasutak (1895). Vasút–ember–tér kapcsolat című értekezésével. 1983-tól 1995-ig a Közlekedési Múzeum muzeológusa, majd 2009-ig az MTA Történettudományi Intézete tudományos munkatársa, 2011-ig tudományos főmunkatársa volt. 2012 óta tudományos főmunkatárs az MTA Bölcsészettudományi Kutatóközpont Történettudományi Intézetében.
A magyar Wikipédia kezdeti éveiben, 2007–2011 között rendszeres szerkesztője volt a lexikonnak. 2011-ben indult Timelord néven kultúr- és közlekedéstörténeti blogja. Számos cikke jelent meg történelmi újságokban, folyóiratokban, elsősorban a Vasúthistória évkönyvekben illetve az Urbs folyóiratban.
Kutatási területe: a közlekedés története Magyarországon a 19–20. században.

## Jelentősebb publikációi
- Eperjesi László et al: Baross Gábor. Budapest: Dinasztia. 1997.  ISBN 963-657-155-4, ISBN 963-657-158-9 [9]
- Fejezetek az udvari és kormányzati utazások történetéből. Budapest: MÁV. 2000.  = Vasúthistória Könyvek,  ISBN 963-7085-63-7
- A magyarországi közlekedés krónikája, 1750–2000. Budapest: História / MTA Történettudományi Intézet. 2001.  = História Könyvtár: kronológiák, adattárak,  7. ISBN 963-8312-80-7 [10]
- Közlekedés a Kárpát-medencében: Újabb kutatási eredmények. Főszerk. Katona András. Budapest: Közlekedési Múzeum. 2003.  ISBN 963-7099-11-5
- Közlekedés, politika, 1945–1989. Budapest: MTA Történettudományi Intézet. 2011.  ISBN 978-963-9627-13-0 [11]
- Volt egyszer egy vasút… Képes história. Főszerk. T. Hámori Ferenc, írta és szerk. Frisnyák Zsuzsa. Budapest: Indóház. 2009.  ISBN 978-963-88145-1-7
- Közlekedés, politika, 1945–1989; MTA Történettudományi Intézet, Bp., 2011 (Magyarország a szovjet zónában és a rendszerváltásban)
- A Siemens története Magyarországon, 1887–2017; szöveg Frisnyák Zsuzsa, Klement Judit, képszerk., fotó Hatlaczki Balázs; Siemens Zrt., Bp., 2017
- Volt egyszer egy vasút... II. A Magyar Államvasutak 150 évének képes története; főszerk. T. Hámori Ferenc, szerk. Frisnyák Zsuzsa; Indóház, Bp., 2018

## Egyéb külső hivatkozások
- MúzeumCafé, 2021/5. október-november / 85. szám, 12. o.